# Tiiu Märss
Tiiu Märss (até 1970 Tiiu Noppel; nascida a 5 de outubro de 1943 em Elva) é uma geóloga e paleontóloga estoniana.
Ela descreveu os seguintes táxons:
- Andreolepididae Märss, 2001